# Číčov
Číčov (em húngaro: Csicsó) é um município da Eslováquia, situado no distrito de Komárno, na região de Nitra. Tem 29,36 km² de área e sua população em 2018 foi estimada em 1.256 habitantes.

## Demografia
| Ano:        | 1994 | 2004   | 2014   | 2024   |
| ----------- | ---- | ------ | ------ | ------ |
| Broj ljudi: | 1373 | 1359   | 1267   | 1186   |
| Razlika:    |      | -1,01% | -6,76% | -6,39% |

| Ano:               | 2023 | 2024   |
| ------------------ | ---- | ------ |
| Número de pessoas: | 1192 | 1186   |
| Diferença:         |      | -0,50% |